# Arche (satelit)
Arche /'ar.ke/, cunoscut și sub numele de Jupiter XLIII, este un satelit al lui Jupiter . A fost descoperit de o echipă de astronomi de la Universitatea din Hawaii condusă de Scott S. Sheppard⁠(d) pe 31 octombrie 2002 și a primit denumirea temporară S/2002 J 1 .  
Arche are aproximativ 3 kilometri în diametru și orbitează în jurul lui Jupiter la o distanță medie de 23.717.000 km în 746,185 zile, la o înclinație de 165° față de ecliptică (162° față de ecuatorul lui Jupiter), într-o direcție retrogradă și cu o excentricitate de 0.149.
A fost numit în 2005 după Arche, pe care unii scriitori greci au descris-o ca fiind una dintre cele patru muze originale, o completare la cele trei anterioare ( Aoede, Melete și Mneme ). 
Arche aparține grupului Carme, alcătuit din sateliți retrograzi neregulați care orbitează în jurul lui Jupiter la o distanță cuprinsă între 23 și 24 Gm și la o înclinație de aproximativ 165°.